# Brian Bradley
Brian Bradley (Des Moines, 4 agosto 1971) è un attore, scrittore e produttore cinematografico statunitense.

## Filmografia

### Attore
- Duck Dodgers, (1 episodio)
- The Mullets, (1 episodio)
- Gorgeous Tiny Chicken Machine Show, (1 episodio)
- Scrubs - Medici ai primi ferri, (1 episodio)
- Red Band Society - serie TV (2014)

### Scrittore

#### Cinema
- This Little Piggy, (2009)
- This Little Piggy, (2010)
- How to Be a Better American, (2010)

#### Televisione
- MADtv, (55 episodi)
- Scrubs - Medici ai primi ferri, (2 episodi)

### Produttore

#### Cinema
- This Little Piggy, (2009)
- This Little Piggy, (2010)
- How to Be a Better American, (2010)

#### Televisione
- MADtv, (33 episodi)
- Scrubs - Medici ai primi ferri, (4 episodi)
- Happy Endings, (11 episodi)

### Auto
- World Cup Comedy, (9 episodi)